# Tornus
Tornus is een geslacht van weekdieren uit de klasse van de Gastropoda (slakken).

## Soorten
- Tornus aemilii Rolán & Rubio, 2002
- Tornus africanus Adam & Knudsen, 1969
- Tornus anselmoi Rolán & Rubio, 2002
- Tornus attenuatus Rolán & Rubio, 2002
- Tornus aupouria (Powell, 1937)
- Tornus axiotimus (Melvill & Standen, 1903)
- Tornus calianus (Dall, 1919)
- Tornus cancellatus Adam & Knudsen, 1969
- Tornus caraboboensis (Weisbord, 1962)
- Tornus erici Rolán & Rubio, 2002
- Tornus garrawayi Adam & Knudsen, 1969
- Tornus jullieni Adam & Knudsen, 1969
- Tornus leloupi Adam & Knudsen, 1969
- Tornus maoria (Powell, 1937)
- Tornus mienisi van Aartsen, Carrozza & Menkhorst, 1998
- Tornus rachelae Rolán & Rubio, 2002
- Tornus ryalli Rolán & Rubio, 2002
- Tornus schrammii (P. Fischer, 1857)
- Tornus subcarinatus (Montagu, 1803)
- Tornus tornaticus Moolenbeek & Hoenselaar, 1995
- Tornus umbilicorda Rolán & Rubio, 2002